# (114725) Gordonwalker
(114725) Gordonwalker est un astéroïde de la ceinture principale.

## Description
(114725) Gordonwalker est un astéroïde de la ceinture principale. Il fut découvert le 6 avril 2003 à la station Anderson Mesa par le programme LONEOS. Il présente une orbite caractérisée par un demi-grand axe de 3,16 UA, une excentricité de 0,07 et une inclinaison de 22,7° par rapport à l'écliptique.

## Compléments